# 瞳へ落ちるよレコード
『瞳へ落ちるよレコード』（ひとみへおちるよレコード）は、シンガーソングライター・あいみょんの4作目のフルアルバム。ワーナーミュージック・ジャパン内のレーベル「unBORDE」から2022年8月17日に発売された。

## 概要
前作『おいしいパスタがあると聞いて』から約2年ぶりのアルバムとなる。
本作には、既発のシングル6曲のほか、新曲7曲の計13曲を収録。
本作のリリースは開催中の全国アリーナツアーの最中の6月15日に配信されたインスタライブで発表された。本作のショートティーザーもYouTubeにて公開された。アートディレクションと映像ディレクションはとんだ林蘭が担当した。
開催中の全国ツアー
「AIMYON TOUR 2022 “ま・あ・る”」の会場（6月18日沖縄アリーナ公演以降）で本作を予約すると、オリジナルのB3アートポスターをプレゼントするキャンペーンが行われている。

## リリース
本作を2022年7月4日までに早期予約すると、11月5日に開催される「AIMYON 弾き語りLIVE 2022 -サーチライト- in 阪神甲子園球場」のチケット先行受付（チケット予約受付期間 : 7月1日(金)10:00～7月13日(水)23:59）の応募権（一部ECサイト、店舗のみ）、オリジナルのレコード型コースターが特典としてプレゼントされる。
初回限定盤（CD+Blu-ray・CD+DVD）・通常盤の3形態でリリース。初回限定盤には特典としてメジャーデビュー記念日の2021年11月30日に開催された「AIMYON 弾き語り TOUR 2021 “傷と悪魔と恋をした♡in武道館”」をノーカット収録したライブ映像、ツアーのバックステージの模様を記録したオフショット「オフ恋ムービー」と本人のオーディオコメンタリーを収録し、豪華56P ツアーフォトブックレット付き、2形態
共通で7インチサイズ特殊パッケージ仕様となっている。
チェーン別限定盤として、AIM STORE限定盤（CD+GOODS付セット）・楽天ブックス限定盤 / Amazon.co.jp 限定盤（CD+オリジナルTシャツ）。先着購入者特典：Amazon.co.jpは、メガジャケ（通常盤絵柄・初回限定盤絵柄）、デコダン（初回限定盤絵柄）。楽天ブックスはオリジナル・シューレース。セブンネットショッピングはオリジナル・トートバック。TSUTAYA RECORDS（一部店舗除く）
/ TSUTAYAオンラインショッピング（予約のみ） / ローソンHMV / タワーレコード / 応援店（A4サイズクリアファイル）。

## 収録曲

### CD
| 全作詞・作曲: あいみょん。 | |            |            |                                    |
| #                          | タイトル                                                                                           | 作詞       | 作曲・編曲 | 編曲                               |
| 1.                         | 「双葉」(NHK『あいみょん18祭』テーマソング)                                                        | あいみょん | あいみょん | 立崎優介、田中ユウスケ             |
| 2.                         | 「スーパーガール」                                                                                 | あいみょん | あいみょん | トオミヨウ                         |
| 3.                         | 「姿」                                                                                             | あいみょん | あいみょん | トオミヨウ                         |
| 4.                         | 「初恋が泣いている」(カンテレ・フジテレビ系 月10ドラマ『恋なんて、本気でやってどうするの?』主題歌) | あいみょん | あいみょん | トオミヨウ                         |
| 5.                         | 「君のこゝろ」                                                                                     | あいみょん | あいみょん | 會田茂一                           |
| 6.                         | 「3636」                                                                                           | あいみょん | あいみょん | Sundayカミデ                       |
| 7.                         | 「強くなっちゃったんだ、ブルー」                                                                   | あいみょん | あいみょん | 関口シンゴ                         |
| 8.                         | 「桜が降る夜は」(ABEMA『恋とオオカミには騙されない』主題歌)                                        | あいみょん | あいみょん | 近藤隆史、立崎優介、田中ユウスケ   |
| 9.                         | 「ペルソナの記憶」                                                                                 | あいみょん | あいみょん | トオミヨウ                         |
| 10.                        | 「神秘の領域へ」                                                                                   | あいみょん | あいみょん | 田中ユウスケ、近藤隆史             |
| 11.                        | 「ハート」(TBS系 火曜ドラマ『婚姻届に判を捺しただけですが』主題歌)                                 | あいみょん | あいみょん | 立崎優介、田中ユウスケ、室屋光一郎 |
| 12.                        | 「インタビュー」                                                                                   | あいみょん | あいみょん | 會田茂一                           |
| 13.                        | 「愛を知るまでは」(日本テレビ系 土曜ドラマ」『コントが始まる』主題歌)                              | あいみょん | あいみょん | 立崎優介、永澤和真、田中ユウスケ   |

### Blu-ray・DVD
AIMYON 弾き語りTOUR 2021 “傷と悪魔と恋をした♡ in 武道館”
| #   | タイトル                 | 作詞 | 作曲・編曲 |
| --- | ------------------------ | ---- | ---------- |
| 1.  | 「傷と悪魔と恋をした!」  |      |            |
| 2.  | 「青春と青春と青春」     |      |            |
| 3.  | 「ポプリの葉」           |      |            |
| 4.  | 「マリーゴールド」       |      |            |
| 5.  | 「スーパーガール」       |      |            |
| 6.  | 「朝陽」                 |      |            |
| 7.  | 「裸の心」               |      |            |
| 8.  | 「恋をしたから」         |      |            |
| 9.  | 「ハート」               |      |            |
| 10. | 「夜行バス」             |      |            |
| 11. | 「19歳になりたくない」   |      |            |
| 12. | 「TOWER OF THE SUN」     |      |            |
| 13. | 「生きていたんだよな」   |      |            |
| 14. | 「愛を知るまでは」       |      |            |
| 15. | 「今夜このまま」         |      |            |
| 16. | 「サラバ」               |      |            |
| 17. | 「君はロックを聴かない」 |      |            |

| #  | タイトル                            | 作詞 | 作曲・編曲 |
| -- | ----------------------------------- | ---- | ---------- |
| 1. | 「off shot movie “オフ恋ムービー”」 |      |            |